# Wassa West
Wassa West jest jednym z 13 dystryktów Regionu Zachodniego w Ghanie.
Główne miasta: Prestea, Abosso, Bogoso, Nsuaem, Nsuta.